# Aella
Aella foi um rei da região que corresponde atualmente à Grã-Bretanha. O Papa Gregório I, certa feita, teria associado seu nome à expressão "Aleluia"